# 藤原時衡
藤原 時衡（ふじわら の ときひら）は、平安時代末期から鎌倉時代初期の武将。奥州藤原氏第4代（最後）の当主・藤原泰衡の子とされるが、同時代史料や『吾妻鏡』など後世の編纂史料には見えず、実在には疑問がある。

## 概略
『岩手県史』第一巻には、「泰衡の子供については、胆沢郡小山村名号堂（今明後堂沢と云う）西風屋敷阿部家所蔵系譜によると、泰衡に男子二人があり兄時衡は討死、弟秀安は、樋爪俊衡入道に扶育されて成長し、子孫阿部氏（中頃安倍氏を称す）を称した」とある。この系譜の泰衡のところには「二子ヲ俊衡ニ委（ゆだね）テ、泉城ニ火ヲ放チ、臣河田次郎ヲ従ヒ、佐比内ニ逃遁ノ途、次郎返心シテ不意二討テ首ヲ頼朝ニ上ル。頼朝、次郎主ヲ討スル罪ヲ問ヒ、斬罪二処ス」とあるという。
『岩手県史』にはその系図も掲載されているが、それには時衡について「文治五・九・三 討死 二〇」と記載されている。文治5年（1189年）9月3日は泰衡が河田次郎の裏切りに遭い殺された日である。頼朝の軍はこれより先、8月22日に平泉に進駐しており、以降合戦があったとは『吾妻鏡』にも記されていない。従ってこの記述を信じるとすると、時衡も泰衡が河田次郎に襲われたこの時に一緒に討たれてしまったと考えられる。